# Lustin
Lustin [lystɛ̃] est une section de la commune belge de Profondeville située en Région wallonne dans la province de Namur. C'était une commune à part entière avant la fusion des communes de 1977. 
Lustin est le seul village de Profondeville situé sur la rive droite de la Meuse, à mi-chemin entre Namur et Dinant.

## Démographie
- Sources:INS, Rem:1831 jusqu'en 1970=recensements, 1976= nombre d'habitants au 31 décembre

## Liste des bourgmestres[1]
| Période                                  | Période    | Identité            | Étiquette | Qualité                  |
| ---------------------------------------- | ---------- | ------------------- | --------- | ------------------------ |
| avant 1804                               | après 1815 | Jean Jacques LORENT | -         |                          |
| avant 1831                               | après 1836 | Gaspart BERTRAND    | -         |                          |
| vers 1844                                | -          | Félix BAIVY         | -         |                          |
| 1851                                     | 1866       | Jean-Charles DEVAUX | -         |                          |
| 1867                                     | 1878       | Dieudonné MARCHAL   | -         |                          |
| 1879                                     | 1887       | Jules de DORLODOT   | -         |                          |
| 1888                                     | 1895       | Jacques LAURENT     | -         | Cultivateur              |
| 1896                                     | 1904       | François DEVAUX     | -         |                          |
| 1904                                     | 1910       | Gabriel SALPETEUR   | -         |                          |
| 1911 ?                                   | 1918 ?     | Antoine BRIOT       | -         | Maître tailleur d'habits |
| Les données manquantes sont à compléter. |            |                     |           |                          |

## Patrimoine et culture

### Patrimoine architectural
- Eglise Saint-Lupicin. Construite en 1857 en style néo-classique qui conserve les trois premiers niveaux d'une tour romane[2].

## Économie

### Transport

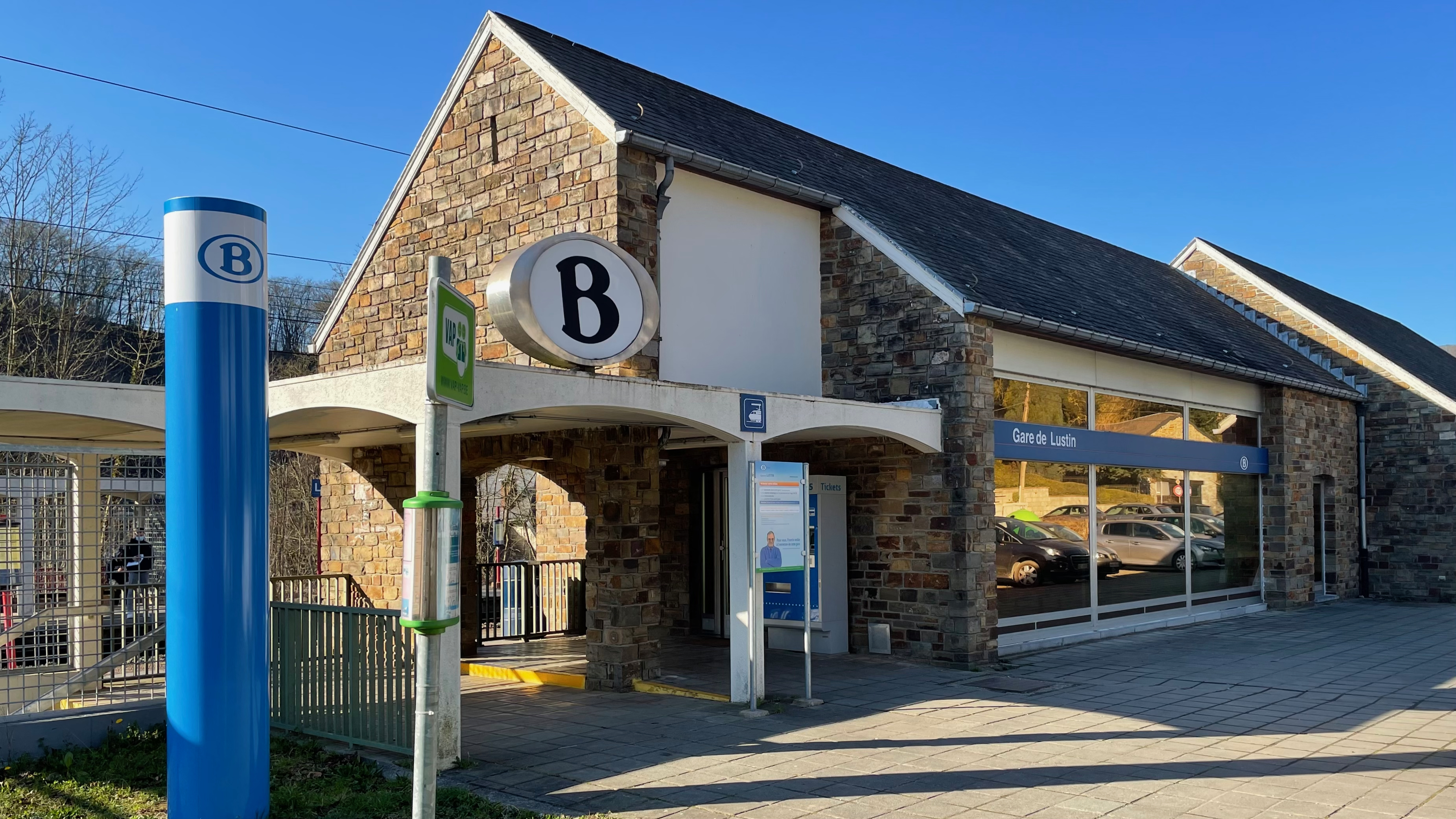
La gare de Lustin.

Le village est desservi par le train avec un point d'arrêt non géré à accès libre de la SNCB se trouvant sur la ligne 154 Namur - Dinant.
Auparavant, une deuxième gare à Tailfer et l'arrêt de Fresne desservaient le village. La gare de Tailfer ferma en 1984 à la suite d'une collision avec un camion.

## Sports et vie associative

### Sports
Depuis 2014, "La vieille boucle lustinoise" s'y déroule : des coureurs moustachus s'affrontent sur des vélos vintage. Les plus vaillants gravissent le "Triple Mur des Monty".

### Vie associative

#### Jumelage
- Saint-Léger-sur-Dheune (France)

## Personnalités
- Benoît Poelvoorde, acteur belge était un habitant de la commune[5],[6].
- Jean-Luc Balthazar (1942-2013), compositeur, chef d'orchestre et pédagogue, mort à Lustin.